# Догания
Догания (лат. Dogania subplana) — вид черепах из семейства трёхкоготных черепах. Единственный представитель рода Dogania.

## Описание

### Внешний вид
Небольшая черепаха с длиной карапакса до 26 см. Карапакс овальный, очень плоский с несколькими продольными рядами небольших бугорков; на переднем крае карапакса бугорки отсутствуют. У взрослых доганий в карапаксе швы расходятся с утратой шовного контакта между пластинами и развитием между ними соединительной ткани, что приводит к потере соединения между костями и придает карапаксу гибкость, позволяющую прятать под панцирь очень крупную голову. Пластрон несёт четыре слабо развитых (гио-гипопластральных и ксифипластральных) мозолистых утолщения. Зачастую различимы только ксифипластральные утолщения.
Голова большая и широкая, с длинным заостренным хоботком. Шея довольно короткая, в отличие от других мягкотелых черепах. Ноги мощные, с хорошо развитыми перепонками и острыми когтями. Самцы имеют длинные и толстые хвосты; у самок хвост короткий.
Окраска карапакса серовато-коричневая, часто с чёрной срединной полосой и двумя или тремя парами глазчатых пятен. Молодые черепахи окрашены ярче и имеют хорошо выраженный глазчатый рисунок на карапаксе. Этот рисунок исчезает с возрастом. Красные или оранжевые пятна по бокам шеи, часто описываемые в литературе, также имеются не всегда и характерны для молодняка. Пластрон светлый, сероватого или кремового цвета. На голове тёмный узор в виде треугольника, от которого по шее тянутся три тёмные параллельные линии.

### Распространение
Догания встречается в Мьянме (Бирме), Таиланде (включая Пхукет), западных районах Лаоса и Камбоджи, в Малайзии (включая Пулау Тиоман), Индонезии (Ява, Суматра, Калимантан, Сингкеп, Натуна Бесаре), Сингапуре, на архипелаге Мергуи; присутствие вида на Филиппинах сомнительно.

### Образ жизни
Эта мягкотелая черепаха живёт в чистых, каменистых, неглубоких, быстротекущих водных потоках. Она часто прячется под валунами и большими камнями, разбросанными на дне, что позволяет делать её гибкий, уплощенный панцирь.

### Питание
Плотоядна. Есть указания, что в неволе черепаха предпочитает кормовые объекты красного цвета.

### Размножение
В неволе самки откладывают три—четыре кладки из 3—7 округлых (22×31 мм) яиц, покрытых твердой скорлупой, в период с января по июнь. Молодые вылупляются примерно через 72 дней (инкубация при 28 °C).